# Северино Минели
Северино Минели (Киснахт, 6. септембар 1909 — 23. септембар 1994) био је швајцарски фудбалер који је играо на позицији одбрамбеног играча. Учествовао је на Светском првенству у фудбалу 1934. и Светском првенству у фудбалу 1938. године. Укупно је одиграо 80 утакмица за Швајцарску .
Играо је као чистач у револуционарној формацији коју је развио аустријски тренер Карл Рапан у Грасхоперу, као и у швајцарској фудбалској репрезентацији, „verrou“ („муња“).
Тренирао је Цирих  и Швајцарску.